# Eupterote aenescens
Eupterote aenescens är en fjärilsart som beskrevs av Moore 1879. Eupterote aenescens ingår i släktet Eupterote och familjen Eupterotidae. Inga underarter finns listade i Catalogue of Life.